# اختطاف طائرة زعماء الثورة الجزائرية

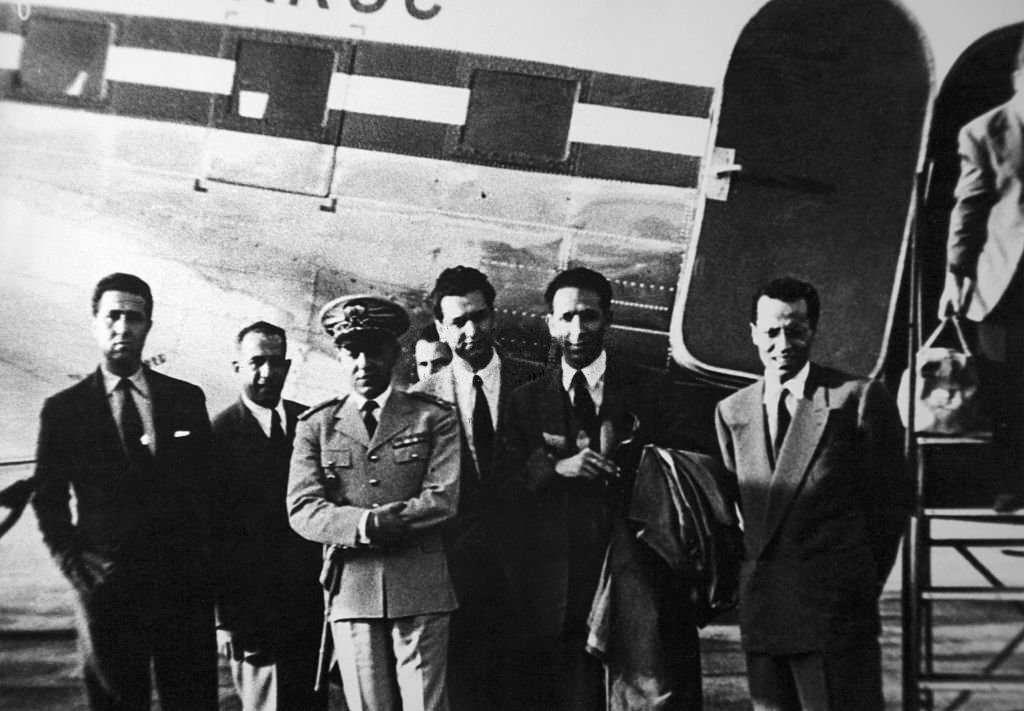
طائرة زعماء الثورة الجزائرية الخمسة المختطفين

اختطاف طائرة زعماء الثورة الجزائرية هي جزء من أحداث ثورة التحرير الجزائرية التي وقعت بتاريخ 22 أكتوبر 1956، حينما استولى خلالها الجيش الفرنسي على طائرة للخطوط الملكية المغربية والتي كانت تقل على متنها خمسة من قادة ثورة التحرير الجزائرية والتي كانت متوجهة من الرباط إلى تونس وقام أفراد أجهزة المخابرات الفرنسية في العاصمة المغربية بتغيير مسارها في 22 أكتوبر 1956.

## خلفية
كانت قيادة الجيش الفرنسي ووزارة الدفاع تتابع تحركات الوفد الجزائري الذي كان بصدد المشاركة في الندوة المغاربية التي كان مقرّر عقدها في تونس يوم 22 أكتوبر 1956 للتنسيق حول النضال المشترك ضد الاستعمار الفرنسي وتأكيد البعد المغاربي للثورة الجزائرية والسعي مع مختلف الأطراف لتحقيق هذه الوحدة، وإبداء التضامن الحقيقي، وتخليص أقطار المغرب العربي من الهيمنة الاستعمارية.
كان الوفد يتشكل من: محمد خيضر، حسين آيت أحمد، أحمد بن بلة، محمد بوضياف، وقد رافقهم في هذه المهمة مصطفى الأشرف.

## مجريات العملية
يوم 22 أكتوبر 1956، أقلعت طائرة من نوع دي سي-3 ، التابعة لشركة الطيران المغربي من مطار الرباط سالا الدولي وكان على متنها خمسة من قادة ثورة التحرير الجزائرية، بالإضافة إلى عشرة صحافيين من بينهم طوم برادي من الصحيفة نيويورك تايمز وإيف دو شامب من «نوفيل أبسرفاتور».
مسار الطيران المحدّد للطائرة كان :الرباط ـ ميورقة، لتجنب دخول المجال الجوي الفرنسي، حيث أبحر الطيار إلى بالما دي مايوركا ، ثم هبط للتزود بالوقود. هذا التوقف منح القوات الجوية الفرنسية الوقت لإكمال تركيب الجهاز. غادرت الطائرة دي سي-3 بالما باتجاه تونس على الساعة 6.15 مساءً ، وفي الساعة 7:15 مساءً ، أصدرت مراقبة الحركة الجوية العسكرية أمرًا رسميًا بالهبوط في الجزائر العاصمة، لكن طاقم الطائرة حاول العودة إلى المملكة المغربية طبقا لتعليمات السلطات المغربية، انطلقت باتجاهها الطائرة الفرنسية من نوع داسو إم دي 315 فلامنت من القاعدة الجوية بوفاريك والتي كانت مجهزة لإطلاق النار إن هي حاولت الديسي 3 الفرار، وبعد أخذ ورد حطت الطائرة على الساعة 9.20 مساءً في مطار دار البيضاء بالجزائر العاصمة وسط حشد كبير من القوات العسكرية والأمنية.

## روابط خارجية
- اختطاف قادة الثورة الجزائرية 22 أكتوبر 1956 (cnerh-nov54.dz)
- اختطاف قادة الثورة على يوتيوب.